# Électrique Lille Roubaix Tourcoing
La société de l'Électrique Lille Roubaix Tourcoing (ELRT), est une ancienne entreprise de transports en commun créée en 1904 par Alfred Mongy sous le nom de « Central électrique Lille Roubaix Tourcoing » (CELRT) pour exploiter des lignes de tramway dont le futur tramway du Grand Boulevard et autour des villes de Lille, Roubaix et Tourcoing dont Alfred Mongy a eu la concession auprès du département du Nord. 
En 1905, la société change de raison sociale pour devenir l'« Électrique Lille Roubaix Tourcoing » (ELRT). 
En 1908, elle exploite sa première ligne suburbaine au départ de Lille vers Leers (ligne n°2) et une autre au départ de Roubaix vers Hem (ligne n°3), l'année suivante, le 4 décembre 1909, elle met en service le tramway du Grand Boulevard entre Lille, Roubaix et Tourcoing. 
En 1922, elle rachète la compagnie nouvelle des Tramways de Roubaix et de Tourcoing (TRT) et fusionne son réseau suburbain autour de Roubaix Tourcoing avec le réseau urbain de cette compagnie. 
Dans les années 1930, la société met en service ses premières lignes d'autobus. 
Dans le courant des années 1950, elle supprime ses lignes de tramway pour les remplacer par des autobus à l'exception du tramway du Grand Boulevard. 
Elle va continuer de gérer le réseau d'autobus de Roubaix Tourcoing ainsi que le tramway du Grand Boulevard jusqu'en 1982. Ayant changé entre-temps, en 1968, sa raison sociale pour « Société nouvelle de l'électrique Lille Roubaix Tourcoing » (SNELRT), son contrat avec le département pour l'exploitation du tramway du Grand Boulevard étant arrivé à terme, elle est rachetée en 1977 par Transexel qui ayant également racheté la Compagnie générale industrielle de transports (CGIT), fusionne les deux compagnie en 1982 et en reprend l'exploitation sous le nom de Compagnie des transports lillois (COTRALI).

## Sources

#### Monographies
- Claude Gay (préf. Alain Decaux), Au fil des trams, association Amitram, 1971 (1re éd. 1971), 383 p.